# Vriesea muelleri
Vriesea muelleri är en gräsväxtart som beskrevs av Carl Christian Mez. Vriesea muelleri ingår i släktet Vriesea och familjen Bromeliaceae. Inga underarter finns listade i Catalogue of Life.